# Atzél Antal
Báró borosjenői Atzél Antal József Éliás (Buda, 1789. július 21. – Bécs, 1868. május 13.) politikus, táblabíró, Torna és Csanád vármegyék főispánja, Békés vármegye főispáni helytartója.

## Élete
Atzél István (1748–1815) és Gaál Borbála (1768–1796) fia, az Atzél család sarja. 1818. szeptember 22-én báró Bedekovich Ferenc főispán Atzél Antalt Békés vármegye táblabrájává nevezte ki. A kinevezéskor már több vármegyében is viselte ezt a hivatalt. Később, az 1820-as években Temes vármegye gyarapította ezt a listát. Ez utóbbiban eredményes lehetett a munkája, miután 1828-ban másodalispánnak akarták megválasztani, de ekkor Atzél ezt visszautasította. Négy év múlva már meggondolta magát, de az 1832-es tisztújítás alkalmával már kisebbségben maradt támogatóival. Ugyanekkortól Arad vármegye országgyűlési követe is volt. Nagy lépést tett karrierjében Atzél, amikor Békés vármegye főispáni helytartójává nevezték ki 1836-ban. A korábbi főispánt ugyan felmentette az uralkodó, de a főispáni címet meghagyta nála. A jogi hézag miatt így Atzélt csak főispáni helytartóvá lehetett kinevezni. Emiatt a vármegyében fagyos hangulat fogadta. Tiszteletadásnak nyoma sem volt Gyulán, a rendek egyedül azt engedték meg az alispánnak, hogy a székfoglaló közgyűlés időpontját nyilvánosságra hozza. A hangulat a székfoglalón is hasonlóan fagyos volt, ami teljes hivatalviselése alatt meg is maradt. 1837-ben császári és királyi tanácsosi címmel ruházták fel Atzélt, majd 1841-ben Békés vezetői székéből átkerült Csongrádba helyettes főispánnak. Távozása azonban nem javított a békési rendek hozzáállásán, például elmarasztalták, amiért a magáncélú utazásaira fordított pénzeket nem fizette vissza. Azt annyira komolyan gondolták, hogy 1845-ben még perbe is idézték, de Atzél nem várta meg a pert, inkább kifizette a kérdéses összeget. Ezen kívül többek között főispáni hajdú kardtarsolyát, övét és csákóját is visszakövetelték. 1842-től Torna, majd 1845-től Csanád vármegye főispánja is volt. Ez utóbbi pozíciójából az 1848–49-es forradalom és szabadságharc eseményei miatt távozott. 1857. március 27-én osztrák birodalmi bárói címet szerzett.

### Családja
1813-ban nősült meg, lommniczai Skerlecz Jozefát (1797–1848), Skerlecz József és Petrovszky Júlia leányát vette el, három gyermekük született:
- Mária
- István (1824–1866); neje gróf szentgyörgyi Hugonnai Emília (1829–1859), gyermekük Atzél Béla utazó, országgyűlési képviselő
- Lajos (1828–1894) politikus, huszárkapitány; neje Hadsimihály-Sissányi Konstancia